# Euparyphus sabroskyi
Euparyphus sabroskyi är en tvåvingeart som beskrevs av James 1936. Euparyphus sabroskyi ingår i släktet Euparyphus och familjen vapenflugor. Inga underarter finns listade i Catalogue of Life.